# West Dean (Gloucestershire)
West Dean is een civil parish in het bestuurlijke gebied Forest of Dean, in het Engelse graafschap Gloucestershire met 10.242 inwoners.